# 狮子喷泉

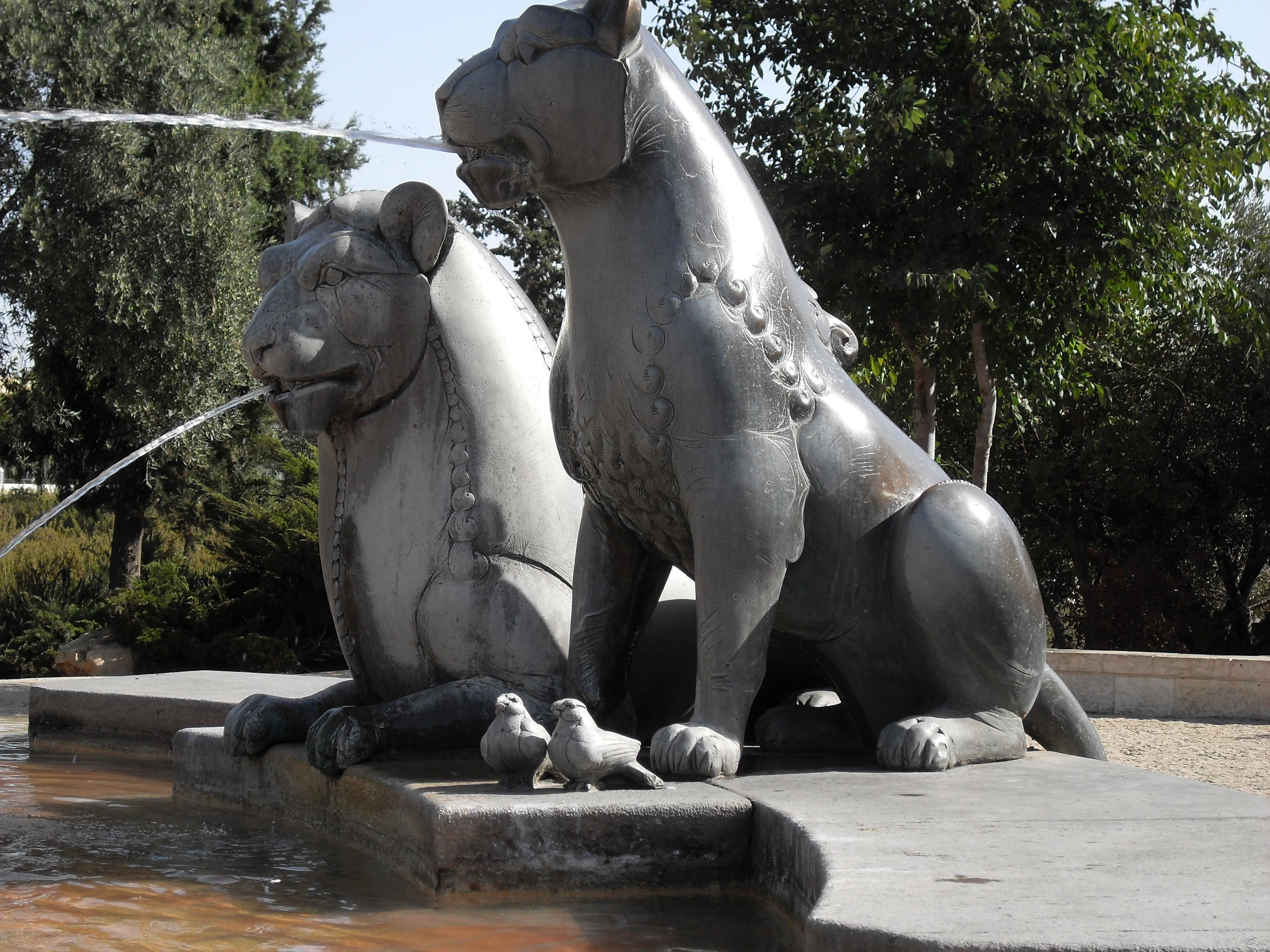
狮子喷泉

狮子喷泉是一个喷泉，位于以色列耶路撒冷业民摩西社区的公园。
这个镀金的青铜雕塑喷泉由德国雕塑家朗夫设计，建于1989年。狮子喷泉是一个受耶路撒冷的孩子欢迎的夏季戏水空间。

## 在流行文化中
在约翰·莱曼2009年的惊悚片《上帝的狮子》中，主角的直升机降落在喷泉旁边。